# اعتماد: بهترین شانس آمریکا
اعتماد: بهترین شانس آمریکا کتابی است که توسط پیت بودجج، شهردار سابق ساوت بند، ایندیانا و نامزد سابق دموکرات انتخابات مقدماتیریاست جمهوری حزب دموکرات در سال 2020 نوشته شده‌است. این کتاب توسط انتشارات لایورایت در 6 اکتبر 2020 منتشر شده‌است.

## خلاصه
در این کتاب، پیت بودجج نشان می‌دهد که چگونه از هم پاشیدن اعتماد در وضعیت مخمصه کنونی یک کشور نقش اساسی دارد - و چگونه آینده ما به یافتن راه‌هایی برای القای اعتماد به پروژه آمریکایی و یکدیگر بستگی دارد.